# Luis Giraldo
Luis Alfredo Giraldo Collazos (* 18. Januar 1999 in Barranquilla) ist ein kolumbianischer Sänger, Schauspieler und Liedtexter. Internationale Bekanntheit erlangte er durch die Rollen Jhon Caballero in der Disney Channel-Telenovela BIA sowie Melvin in der Nickelodeon-Serie NOOBees.

## Biografie
Giraldo kam als Sohn von Julio Giraldo und Dayana Collazos im kolumbianischen Barranquilla zur Welt. In selbiger Stadt ging er auf das Colegio Nazareth Olaya. Im Alter von drei Jahren begann er verschiedene Instrumente zu erlernen. Besonders seine Vorliebe für Percussion bewegten seine Eltern schließlich zur Gründung einer Musikakademie für junge Leute namens Fagico. Giraldo selbst ist dort als Komponist tätig. 2007 gründeten sie zudem ein Orchester namens Tropisalsa, dem Giraldo ebenfalls angehörte. Dort war er als Schlagzeuger, Timbalero und z. T. auch als Leiter des Orchesters sowie Sänger bei einzelnen Auftritten tätig. Während dieser Zeit nahm er einigen Stunden Unterricht beim puerto-ricanischen Perkussionisten Giovanni Hidalgo. 2014 war Giraldo Teil der kolumbianischen Version von La Voz Kids. Vier Jahre später kehrte er, durch Einladung, wieder zu La Voz Kids zurück. Im gleichen Jahr wurde bekannt, dass Giraldo Teil der Disney-Produktion BIA wird. Für die zweite Staffel kehrte er nicht mehr in seiner Rolle zurück, er übernahm jedoch das Engagement in der Nickelodeon-Serie NOOBees mitzuwirken.

## Filmografie
- 2011: Tres milagros als Salvador Rendón
- 2016: La viuda negra als Dylan
- 2019: BIA als Jhon Caballero
- 2020: NOOBees als Melvin